# Crystal Tower Bucharest
Crystal Tower este o clădire de birouri clasa A situată pe bulevardul Iancu de Hunedoara din București, România. Clădirea are 15 etaje, o înălțime de 72 m și o suprafață de 24.728 m2. Crystal Tower este  prima clădire privată din România prevăzută cu heliport și servește ca sediu al grupului bancar olandez ING.